# Петър Георгиев (Битоля)
 Тази статия е за битолския деец на ВМОРО.  За разложкия вижте Петър Георгиев (Годлево).  За други хора със същото име вижте Петър Георгиев.
Петър Георгиев, известен като Пецо войвода, Пецо Битолчанчето или Грънчарчето, е български революционер, битолски войвода на Вътрешната македоно-одринска революционна организация.

## Биография
Георгиев е роден в 1880 година в Битоля, днес Северна Македония. Завършва българската гимназия в града. Като терорист на ВМОРО извършва атентата на 18 август 1900 година срещу поп Ставре в Битоля, за да прекрати Попставревата афера. По-късно Георгиев става четник и войвода.
| Чета на Петър Георгиев, 25 февруари 1905 година | Чета на Петър Георгиев, 25 февруари 1905 година | Чета на Петър Георгиев, 25 февруари 1905 година | Чета на Петър Георгиев, 25 февруари 1905 година | Чета на Петър Георгиев, 25 февруари 1905 година |
| Номер                                           | Име                                             | Селище                                          | Околия                                          | Забележка                                       |
| ----------------------------------------------- | ----------------------------------------------- | ----------------------------------------------- | ----------------------------------------------- | ----------------------------------------------- |
| 1.                                              | Пеце Георгиев                                   | Битоля                                          | Битолска                                        | убит в Цер                                      |
| 2.                                              | Йордан Иванов                                   | Годиве                                          | Охридска                                        |                                                 |
| 3.                                              | Бойче Павлев                                    | Миокази                                         | Кичевска                                        |                                                 |
| 4.                                              | Славейко Савинов                                | Охрид                                           | Охридска                                        |                                                 |
| 5.                                              | Иван Марков                                     | Враца                                           | Врачанска                                       |                                                 |
| 6.                                              | Кръсто Георгиев Скура                           | Вранещица                                       | Кичевска                                        |                                                 |
| 7.                                              | Йованче Спасенов                                | Дворци                                          | Кичевска                                        |                                                 |
| 8.                                              | Милан Симеонов                                  | Тетово                                          | Тетовска                                        |                                                 |
| 9.                                              | Урош Костадинов                                 | Пласница                                        | Кичевска                                        |                                                 |
| 10.                                             | Йованче Стефанов                                | Ореовец                                         | Кичевска                                        | [ 3 ]                                           |

Умира на 11 април 1905 година в Цер, Демирхисар, където обграден заедно с Христо Узунов и Ванчо Сърбаков се самоубива с цялата чета от 13 души.